# Tours-sur-Marne
Tours-sur-Marne – miejscowość i gmina we Francji, w regionie Grand Est, w departamencie Marna.
Według danych na rok 1990 gminę zamieszkiwały 1152 osoby, a gęstość zaludnienia wynosiła 49 osób/km².